# سييرا هال
سييرا هال (بالإنجليزية: Sierra Hull)‏ هي عازفة قيثارة وموسيقية ومغنية وكاتبة أغاني أمريكية، ولدت في 27 سبتمبر 1991 في بيردستون في الولايات المتحدة.

## وصلات خارجية
- الموقع الرسمي
- سييرا هال على موقع ميوزك برينز (الإنجليزية)
- سييرا هال على موقع أول ميوزيك (الإنجليزية)
- سييرا هال على موقع ديسكوغز (الإنجليزية)